# Boeing-Stearman Model 75
Lo Stearman (Boeing) Model 75 è un aereo da addestramento monomotore biplano sviluppato dall'azienda aeronautica statunitense Stearman Aircraft nei primi anni trenta, ed avviato alla produzione in grande serie dalla Boeing dopo la sua acquisizione.
Considerato uno dei più importanti addestratori statunitensi del decennio, contribuì alla formazione della maggior parte dei piloti della componente aerea (USAAC) dello United States Army, l'esercito, e dell'aviazione di marina della United States Navy, la marina militare, degli Stati Uniti d'America. Venne inoltre adottato da numerose forze aeree americane e, alla fine del loro periodo operativo, gli esemplari dismessi furono venduti sul mercato dell'aviazione generale. Molti sono gli esemplari ancora oggi in condizioni di volo.

## Storia del progetto
Benché a causa della grande depressione l'economia nazionale avesse avuto pesanti conseguenze anche nel mercato dell'aviazione, la Stearman Aircraft Co., dal 1929 entrata nell'orbita Boeing tramite l'adesione alla United Aircraft and Transportation Corp. di proprietà di William Boeing, nel 1933 decise di avviare lo sviluppo di un nuovo modello destinato all'addestramento primario, indicato dall'azienda come Stearman Model 73.
Mentre il Model 73 proseguiva lo sviluppo, nel 1934, come conseguenza del New Deal, entrarono in vigore una serie di normative post-depressione che portarono la separazione della Boeing Airplane Co. e la controllata Stearman dalla United Aircraft and Transportation Corp. Ciò nonostante i progetti elaborati da Lloyd C. Stearman per il Model 9 Cloudboy vennero utilizzati dagli ingegneri del reparto tecnico come base di sviluppo del Model 70 e del Model 75.

## Utilizzatori
Argentina
- Fuerza Aérea Argentina
- Aviación Naval de l'Armada de la República Argentina

ricevette 16 Model 76D1 tra il 1936 ed il 1937.
 Bolivia
- Fuerza Aérea Boliviana

 Brasile
- Força Aérea Brasileira

 Canada
- Royal Canadian Air Force

ricevette 300 PT-27 in base agli accordi del programma Lend-Lease.
 Cina
- Chung-Hua Min-Kuo K'ung-Chün

ricevette 150 PT-17 in base agli accordi del programma Lend-Lease più altri 20 revisionati alla fine della seconda guerra mondiale.
 Colombia
- Fuerza Aérea Colombiana

 Cuba
- Cuerpo de Aviación del Ejército de Cuba
- Fuerza Aérea del Ejército de Cuba

 Rep. Dominicana
- Fuerza Aérea Dominicana

 Grecia
- Polemikí Aeroporía

 Guatemala
- Fuerza Aérea Guatemalteca

 Honduras
- Fuerza Aérea Hondureña

 Stati Uniti
- United States Army Air Corps
- United States Navy

### Pubblicazioni
- Stearman 76D3 e 76C3, in Aerei da guerra, Ginevra - Novara, Edito Service S.A. - Istituto Geografico De Agostini, 1993.